# Bernhard Jakoby
Bernhard Jakoby (* 17. November 1966 in Neuss, Deutschland) ist Professor für Mikroelektronik an der Johannes Kepler Universität Linz. Er leitet das Institut für Mikroelektronik und Mikrosensorik.

## Leben
Bernhard Jakoby maturierte an der technisch-gewerblichen Schule TGM in Wien (1985). Nach seinem Abschluss blieb er in Wien und besuchte die Technische Universität. 1991 schloss er das Diplomstudium der Elektrotechnik ab, 1994 promovierte (Dr. techn.) er. Während seines Studiums übernahm er eine Tutorentätigkeit am Institut für Nachrichtentechnik und Hochfrequenztechnik (1988–1990) und arbeitete während der Dissertation als wissenschaftlicher Assistent am Institut für Allgemeine Elektrotechnik und Elektronik (1991–1994). Nach der Verleihung des Doktorats erhielt er das Erwin-Schrödinger-Auslandsstipendium und verbrachte die Jahre 1994/1995 als Wissenschaftler in Belgien an der Universität Gent. An der Technischen Universität Delft, Niederlande, war er anfangs als wissenschaftlicher Mitarbeiter, später als Dozent tätig (1996–1999). Von 1999 bis 2001 war er als Projektleiter im Sensortechnologiezentrum der Robert Bosch GmbH Reutlingen, Deutschland, beschäftigt.
2001 erfolgte seine Habilitation in Theoretischer Elektrotechnik an der Technischen Universität Wien. Am Institut für Sensor- und Aktuatorsysteme nahm er in der damals neu gegründeten Abteilung Industrielle Sensorsysteme (ISS) eine Dozentenstelle wahr (2001–2005). Seit 2005 ist er Professor für Mikroelektronik und Vorstand des Instituts für Mikroelektronik und Mikrosensorik an der Johannes Kepler Universität Linz, 2016 wurde er zum dortigen Vorsitzenden des wissenschaftlichen Betriebsrats gewählt. 

## Arbeits- und Forschungsschwerpunkte
- Theorie und Anwendung von integrierten Sensoren
- Theorie und Anwendung von Flüssigkeitssensoren
- Elektromagnetische Felder

## Preise (Auswahl)
- 2007: Best Paper Award, Sensor Conference Nürnberg
- 2009: Eurosensors Fellow
- 2009: PRIZE – Auszeichnung für die besten universitären Prototypenprojekte
- 2010: Outstanding Paper Award der IEEE Ultrasonics, Ferroelectrics and Frequency Control Society
- 2015: Wahl zum korrespondierenden Mitglied der Österreichischen Akademie der Wissenschaften
- 2021: Ernennung zum IEEE Fellow
- 2022: Wirkliches Mitglied der Österreichischen Akademie der Wissenschaften[2]
- 2023: Wahl zum Präsidenten von EUREL (Dachorganisation der Elektrotechnik-Verbände Europas)[3]

## Mitgliedschaft und Mitarbeit in wissenschaftlichen Gremien
- Seit 2021 Topical Editor of Sensors and Actuators A[4]
- Seit 2006 Associate Editor of the IEEE Sensors Journal
- Seit 2007 Associate Editor of the Journal of Sensors
- 2010: General chair, Eurosensors Conference 2010, Linz, Austria
- 2004: Local Chair, IEEE Sensors Conference 2004, Vienna, Austria
- 2003-05 TPC Co-Chair IEEE Sensors Conferences
- Seit 2009 Mitglied des wissenschaftlichen Beirats der CTR AG, Villach
- Seit 2006 Gründer und Vorsitzender der ARGE Sensorik
- Seit 2009 Mitglied des Vorstands der Gesellschaft für Mikroelektronische Systeme im OVE
- Seit 2007 Mitglied des wissenschaftlichen Beirats im OVE
- 2005–2008: Mitglied im Administrative Committee des IEEE Sensors Council
- Mitglied in verschiedenen Programmausschüssen internationaler Konferenzen (u. a. Eurosensors, Sensor Nürnberg, IEEE Sensors, Transducers, IEEE Ultrasonics Symposium).
- Gutachter für zahlreiche internationale Fachzeitschriften (u. a. Journal of the Optical Society of America, Sensors and Actuators A and B, IEEE Transactions on Antennas and Propagation, IEEE Transactions on Ultrasonics, Ferroelectrics and Frequency Control, IEEE Microwave and Guided Wave Letters, Radio Science, Electromagnetics, Journal of Electromagnetic Waves and Applications, IEEE Sensors Journal, Journal of Micromechanics and Microengineering, Journal of Sensors, Measurement Science and Technology)